# Danny Comden
Danny Hill Comden (Beverly Hills, 10 aprile 1969) è un attore, regista, produttore cinematografico, e sceneggiatore statunitense.
È conosciuto per aver interpretato Stevie Hanson nella sitcom I'm with Her, Blake in Urban Legend e Roger Nicholl in Pretty Persuasion.

## Filmografia

### Regista
- Sol Goode (2001)

### Attore

#### Cinema
- Dunston - Licenza di ridere (Dunston Checks In), regia di Ken Kwapis (1996)
- Una maledetta occasione (An Occasional Hell), regia di Salomé Breziner (1996)
- Vulcano - Los Angeles 1997 (Volcano), regia di Mick Jackson (1997)
- Urban Legend, regia di Jamie Blanks (1998)
- Fast Sofa, regia di Salomé Breziner (2001)
- Sol Goode, regia di Danny Comden (2001)
- Fuga da Seattle (Highway), regia di James Cox (2002)
- Breakin' All the Rules, regia di Daniel Taplitz (2004)
- Pretty Persuasion, regia di Marcos Siega (2005)
- Live! - Ascolti record al primo colpo (Live!), regia di Bill Guttentag (2007)
- Professione inventore (Father of Invention), regia di Trent Cooper (2010)

#### Televisione
- Baywatch – serie TV, un episodio (1994)
- The Johnny Chronicles, regia di Adam Bernstein (2002)
- I'm with Her – serie TV, 22 episodi (2003-2004)
- The Danny Comden Project, regia di Robert Duncan McNeill (2006)
- Jump, regia di Robert Duncan McNeill - film TV (2006)
- The Call, regia di Michael Spiller (2007)
- Dirt – serie TV, 3 episodi (2008)
- Pushing Daisies – serie TV, un episodio (2008)
- Herd Mentality, regia di Andy Cadiff (2011)
- Roar of the Crowd, regia di Andy Cadiff (2011)
- Lady Friends, regia di Scott Ellis (2012)

### Produttore
- The Danny Comden Project, regia di Robert Duncan McNeill (2006)
- Jump, regia di Robert Duncan McNeill (2006)
- The Call, regia di Michael Spiller (2007)

### Sceneggiatore
- Sol Goode (2001)
- The Danny Comden Project, regia di Robert Duncan McNeill (2006)
- Jump, regia di Robert Duncan McNeill (2006)